# Kōkan Oyadomari
Kokan Oyadomari (親泊 興寛,1827–1905) est un maître de karaté du Royaume de Ryūkyū qui pratiquait et enseignait Tomari-te.

## Biographie
Kōkan Oyadomari est le disciple de deux maîtres locaux : Kishin Teruya (1804-1864) et Giko Uku (1800-1850). Oyadomari apprit auprès de Teruya les kata Bassai, Rohai et Wanshu, et auprès d'Uku le kata Naihanchi . Selon Shoshin Nagamine, Matsumora considérait Teruya comme son véritable maître. 
Oyadomari fut également disciple d'Ason et d'Annan. Annan était un marin ou pirate chinois, qui fut rescapé d'un naufrage à proximité des côtes de l'île d'Okinawa, et qui se réfugia au cimetière des montagnes près de Tomari. Une légende raconte qu'Annan est le maître enseigna le kata Chinto (alias Chinte ou Gangaku) à Sokon Matsumura. 